# Полтавка (Приморский край)
Полта́вка — село в Октябрьском районе Приморского края. Входит в состав Покровского сельского поселения.

## География
Село Полтавка находится между реками Гранитная (правый приток Раздольной) и Раздольная (правобережье), на автодороге 05А-216, на расстоянии 24 км (по прямой) к северо-западу от села Покровка, административного центра района.
Дорога к селу Полтавка идёт на северо-запад от села Покровка по левому берегу реки Раздольная через сёла Синельниково-1, Чернятино, от Новогеоргиевки по мосту через реку Раздольная. От автодороги между сёлами Новогеоргиевка и Полтавка на юг идёт дорога к селу Константиновка.

### Климат
Согласно климатическому районированию России, Полтавка находится в муссонной дальневосточной области умеренного климатического пояса. 
- Абсолютный максимум температуры воздуха: 38,6 °C
- Абсолютный минимум температуры воздуха: -39,2  °C[4]

Всемирная метеорологическая организация приняла решение о необходимости расчёта двух климатических норм (при условии наличия данных): климатологической стандартной и опорной. Климатологическая стандартная норма обновляется каждые десять лет, опорная норма охватывает период с 1961 года по 1990 год.
| Показатель              | Янв.  | Фев.  | Март | Апр. | Май  | Июнь | Июль | Авг. | Сен. | Окт. | Нояб. | Дек.  | Год |
| ----------------------- | ----- | ----- | ---- | ---- | ---- | ---- | ---- | ---- | ---- | ---- | ----- | ----- | --- |
| Средняя температура, °C | −14,7 | −10,4 | −2,1 | 6,4  | 13,0 | 17,6 | 21,2 | 21,0 | 15,0 | 6,7  | −3,7  | −12,6 | 4,8 |
| Норма осадков, мм       | 7     | 7     | 13   | 29   | 72   | 86   | 119  | 128  | 63   | 42   | 21    | 10    | 597 |
| Источник: .             |       |       |      |      |      |      |      |      |      |      |       |       |     |

## Население
| 1897 | 1926  | 2002 | 2010 |
| ---- | ----- | ---- | ---- |
| 520  | ↗1421 | ↘662 | ↘514 |

## Улицы
| - ул. Заводская, - ул. Зелёная, - ул. Кубанская, | - ул. Ленина, - ул. Луговая, - ул. Фирсова. |

## Экономика
Жители занимаются сельским хозяйством.

## Инфраструктура
Село находится в пограничной зоне, до границы с Китаем около 2 км, действует пункт пропуска через государственную границу, таможня.

## Известные уроженцы
- Якимович, Николай Кондратьевич (1919—2002) — советский танкист, лейтенант, Герой Советского Союза.